# A. Espersen
 A. Espersen A/S eller Espersen er en dansk producent af frosne fisk og fiskeprodukter. De har hovedkontor i Kastrup med produktion i Danmark (Bornholm), Litauen, Polen, Storbritannien og Vietnam. Produkterne sælges primært som private label, men de har også egne mærker som Rahbek.
Virksomheden blev etableret i 1945 og er ejet af familien Espersen. I 2022 havde de en omsætning på 3,2 mia. kroner. De har 3.284 ansatte i flere lande, der er ca. 120 medarbejdere i Danmark.